# 死の谷 (映画)
『死の谷』（しのたに、Colorado Territory）は1949年のアメリカ合衆国の西部劇映画。
ラオール・ウォルシュ監督の犯罪映画『ハイ・シェラ』（1941年）を西部劇に翻案してリメイクした作品で、同じくラオール・ウォルシュが監督を手がけた。

## ストーリー
流れ者のウェスは脱獄し、最後の大きなヤマである列車強盗に希望をかけていた。

## キャスト
| 役名                         | 俳優                         | 日本語吹替  | 日本語吹替   |
| 役名                         | 俳優                         | NETテレビ版 | フジテレビ版 |
| ---------------------------- | ---------------------------- | ----------- | ------------ |
| ウェス・マックイーン         | ジョエル・マクリー           | 浦野光      | 小林清志     |
| コロラド・カーソン           | ヴァージニア・メイヨ         | 山東昭子    | 鈴木弘子     |
| ジュリー・アン・ウィンスロー | ドロシー・マローン           | 武藤礼子    | 渡辺知子     |
| フレッド・ウィンスロー       | ヘンリー・ハル               | 池田忠夫    | 千葉順二     |
| レノ・ブレイク               | ジョン・アーチャー           |             | 中田浩二     |
| デューク・ハリス             | ジェームズ・ミッチェル       | 野沢那智    | 野島昭生     |
| 連邦保安官                   | モリス・アンクラム           | 吉沢久嘉    |              |
| デイブ・リッカード           | ベイジル・ルイスデール       |             | 松村彦次郎   |
| トーマス                     | フランク・パグリア           | 立壁和也    |              |
| ホーマー・ウォレス           | イアン・ウルフ               |             | 北村弘一     |
| プルツナー                   | ハリー・ウッズ               |             |              |
| プロスペクター               | ハウスリー・スティーブンソン |             |              |

- NETテレビ版：初回放送1967年11月12日『日曜洋画劇場』
- フジテレビ版：初回放送1975年2月14日『ゴールデン洋画劇場』